# Cautaeschra
Cautaeschra là một chi bướm đêm thuộc họ Noctuidae.